# Ballylongford
Ballylongford is een plaats in het Ierse graafschap Kerry. De plaats telt 405 inwoners.